# Dinapur Cantonment
Dinapur Cantonment è una suddivisione dell'India, classificata come cantonment board, di 28.149 abitanti, situata nel distretto di Patna, nello stato federato del Bihar. In base al numero di abitanti la città rientra nella classe III (da 20.000 a 49.999 persone).

## Società

### Evoluzione demografica
Al censimento del 2001 la popolazione di Dinapur Cantonment assommava a 28.149 persone, delle quali 15.715 maschi e 12.434 femmine. I bambini di età inferiore o uguale ai sei anni assommavano a 3.698, dei quali 1.932 maschi e 1.766 femmine. Infine, coloro che erano in grado di saper almeno leggere e scrivere erano 19.861, dei quali 12.035 maschi e 7.826 femmine.